# مندلونیتریل
مندلونیتریل (به انگلیسی: Mandelonitrile) با فرمول شیمیایی C8H7NO یک ترکیب شیمیایی با شناسه پاب‌کم 10758 است. که جرم مولی آن ۱۳۳٫۱۵ گرم بر مول می‌باشد. 